# Municipio de Franks (condado de St. Francis)
El municipio de Franks (en inglés: Franks Township) es un municipio ubicado en el condado de St. Francis en el estado estadounidense de Arkansas. En el año 2010 tenía una población de 922 habitantes y una densidad poblacional de 5,05 personas por km².

## Geografía
El municipio de Franks se encuentra ubicado en las coordenadas 34°56′49″N 90°43′59″O / 34.94694, -90.73306. Según la Oficina del Censo de los Estados Unidos, el municipio tiene una superficie total de 182.39 km², de la cual 179,28 km² corresponden a tierra firme y (1,71 %) 3,11 km² es agua.

## Demografía
Según el censo de 2010, había 922 personas residiendo en el municipio de Franks. La densidad de población era de 5,05 hab./km². De los 922 habitantes, el municipio de Franks estaba compuesto por el 81,02 % blancos, el 14,97 % eran afroamericanos, el 0,22 % eran amerindios, el 0,43 % eran asiáticos, el 0,65 % eran de otras razas y el 2,71 % eran de una mezcla de razas. Del total de la población el 1,63 % eran hispanos o latinos de cualquier raza.